# Pseudechinus flemingi
Pseudechinus flemingi är en sjöborreart som beskrevs av Fell 1958. Pseudechinus flemingi ingår i släktet Pseudechinus och familjen Temnopleuridae. Inga underarter finns listade i Catalogue of Life.